# Ribchester (cheval)
Ribchester est un cheval de course pur-sang anglais né en Irlande en 2013. 

## Carrière de courses

Casaque de David Armstrong

Casaque de l'écurie Godolphin

Élevé en Irlande, ce fils d'Iffraaj passe une première fois sur le ring des enchères aux ventes de foals Goffs en novembre 2013, où il fait affiché 78 000 euros.Un an plus tard, devenu yearling, il repasse aux ventes et David Armstrong l'acquiert pour 105 000 €. Son nouveau propriétaire, qui le nomme Ribchester du nom d'un village près de chez lui, le confie à l'entraîneur Richard Fahey, installé dans le North Yorkshire. Le poulain début à l'été de ses 2 ans, par une deuxième place dans un maiden disputé à Doncaster. Mais il semble très estimé par son entourage, qui n'hésite pas à l'aligner d'emblée, toujours maiden, au départ des Gimcrack Stakes, un groupe 2. À nouveau deuxième, il confirme ses bonnes dispositions et attire l’œil, et le portefeuille, de l'écurie Godolphin, qui l'acquiert pour un montant non divulgué et, plutôt que l'envoyer dans son centre d'entraînement, le laisse aux bons soins de Richard Fahey. Son jockey Tony Hamilton doit quant à lui abandonner sa monte aux deux premiers jockeys de l'écurie bleue, William Buick et James Doyle . Les hommes de Cheikh Mohammed ont vu juste : en s'imposant nettement dans les Mill Reef Stakes, Ribchester compte parmi les espoirs classiques à la fin de sa saison de 2 ans. 
En 2016, Richard Fahey choisit l'option, originale pour un Anglais, de préparer les 2000 Guinées en France, dans le Prix Djebel. La course est l'apanage d'un vainqueur sans lendemain, le dénommé Cheikeljack, devant un Ribchester très tendu, qui joue au chamboule-tout à 200 mètres de l'arrivée, bouscule tout le monde, et finit logiquement rétrogradé à la cinquième place. Cette performance brouillonne le relègue à un statut d'outsider dans les 2000 Guinées. Erreur : à 33/1, il y prend une solide troisième place derrière Galileo Gold. Lors du meeting de Royal Ascot, il montre qu'il a gagné en maturité en s'adjugeant les Jersey Stakes face à pas moins de 18 adversaires, avant de retrouver le niveau groupe 1 dans les Sussex Stakes, où il se classe troisième. À l'été, il franchit à nouveau la Manche et s'arrête à Deauville pour y remporter son premier succès de prestige, le Prix Jacques Le Marois, avant d'être battu, pour sa dernière sortie de la saison, par la championne Minding dans les Queen Elizabeth II Stakes. 
À l'aube de ses 4 ans, la régularité de Ribchester n'a jamais été prise en défaut. N'était l'incident de Maisons-Laffitte, il aurait terminé sur le podium à toutes ses sorties. Cette régularité, il l'a maintiendra presque jusqu'à la fin de sa carrière, s'affirmant en 2017 le meilleur miler d'Europe. Après une rentrée du côté de Dubaï, soldée par une troisième place dans le Dubaï Turf derrière le Japonais Vivlos et le Français Heshem, sur une distance excédant légèrement ses aptitudes de pur miler, reparaît en Angleterre en mai, survolant les Lockinge Stakes et enchaînant avec les Queen Anne Stakes. Sa performance dans cette dernière course, obtenue en battant le record de l'épreuve, lui vaut les meilleurs ratings de sa carrière : 124 pour la FIAH (neuvième rating mondial de l'année) et 129 chez Timeform. Battu d'une encolure dans les Sussex Stakes, il revient en France remporter l'autre grand mile du calendrier, le Prix du Moulin de Longchamp, son quatrième groupe 1. Ribchester termine toutefois sa carrière sur un échec dans le Breeders' Cup Mile où pour la deuxième fois en seize courses, il ne monte pas sur le podium.   

### Résumé de carrière
| Date         | Hippodrome       | Pays        | Course                      | Statut      | Distance    | Jockey        | Place             | Écart       | Vainqueur ou deuxième |
| 2015, 2 ans  | 2015, 2 ans      | 2015, 2 ans | 2015, 2 ans                 | 2015, 2 ans | 2015, 2 ans | 2015, 2 ans   | 2015, 2 ans       | 2015, 2 ans | 2015, 2 ans           |
| ------------ | ---------------- | ----------- | --------------------------- | ----------- | ----------- | ------------- | ----------------- | ----------- | --------------------- |
| 9 juillet    | Doncaster        | Royaume-Uni | Maiden                      |             | 1 200 m     | T. Hamilton   | 2e / 8            | 3/4         | Melabi                |
| 22 août      | York             | Royaume-Uni | Gimcrack Stakes             | Gr. 2       | 1 200 m     | T. Hamilton   | 2e / 8            | 1 ¼         | Ajaya                 |
| 19 septembre | Newmarket        | Royaume-Uni | Mill Reef Stakes            | Gr. 2       | 1 200 m     | James Doyle   | 1er / 6           | 1 ¼         | Log Out Island        |
| 2016, 3 ans  |                  |             |                             |             |             |               |                   |             |                       |
| 7 avril      | Maisons-Laffitte | France      | Prix Djebel                 | Gr. 3       | 1 400 m     | James Doyle   | 5e (2e rétr.) / 7 | 1 ¼         | Cheikeljack           |
| 30 avril     | Newmarket        | Royaume-Uni | 2000 Guinées                | Gr. 1       | 1 600 m     | William Buick | 3e / 13           | 3 ½         | Galileo Gold          |
| 15 juin      | Ascot            | Royaume-Uni | Jersey Stakes               | Gr. 3       | 1 400 m     | William Buick | 1er / 19          | 2 ¼         | Thikriyaat            |
| 27 juillet   | Goodwood         | Royaume-Uni | Sussex Stakes               | Gr. 1       | 1 600 m     | James Doyle   | 3e / 10           | 1/2         | The Gurkha            |
| 14 août      | Deauville        | France      | Prix Jacques Le Marois      | Gr. 1       | 1 600 m     | William Buick | 1er / 11          | 1/2         | Vadamos               |
| 15 octobre   | Ascot            | Royaume-Uni | Queen Elizabeth II Stakes   | Gr. 1       | 1 600 m     | William Buick | 2e / 13           | 1/2         | Minding               |
| 2017, 4 ans  |                  |             |                             |             |             |               |                   |             |                       |
| 25 mars      | Meydan           | Dubaï       | Dubaï Turf                  | Gr. 1       | 1 800 m     | William Buick | 3e / 13           | 1           | Vivlos                |
| 20 mai       | Newbury          | Royaume-Uni | Lockinge Stakes             | Gr. 1       | 1 600 m     | William Buick | 1er / 8           | 3 ¼         | Lightning Spear       |
| 20 juin      | Ascot            | Royaume-Uni | Queen Anne Stakes           | Gr. 1       | 1 600 m     | William Buick | 1er / 16          | 1 ¼         | Mutakayyef            |
| 2 août       | Goodwood         | Royaume-Uni | Sussex Stakes               | Gr. 1       | 1 600 m     | William Buick | 2e / 7            | encolure    | Here Comes When       |
| 10 septembre | Chantilly        | France      | Prix du Moulin de Longchamp | Gr. 1       | 1 600 m     | James Doyle   | 1er / 7           | 3/4         | Taareef               |
| 21 octobre   | Ascot            | Royaume-Uni | Queen Elizabeth II Stakes   | Gr. 1       | 1 600 m     | William Buick | 2e / 15           | 1           | Persuasive            |
| 4 novembre   | Del Mar          | États-Unis  | Breeders' Cup Mile          | Gr. 1       | 1 600 m     | William Buick | 5e / 14           | 1 ¾         | World Approval        |

## Au haras
En 2018, Ribchester prend ses quartiers d'étalons à Kildangan Stud, le haras irlandais de Godolphin, au tarif de 30 000 €. Mais sa cote fond régulièrement et, en 2023, il est transféré au haras du Logis, en Normandie, où il officie une saison à 7 500 €, avant d'être exporté en Nouvelle-Zélande dès l'année suivante. Il aura donné tout de même le valeureux hongre Facteur Cheval, qui a emprunté un chemin similaire à celui de son géniteur, vainqueur du Dubaï Turf et placé à plusieurs reprises dans les Sussex Stakes, les Queen Elizabeth II Stakes ou le Prix du Moulin de Longchamp.

## Origines
Ribchester est issu du sprinter Iffraaj, qui remporta les Park Stakes (Gr.2) à deux reprises, ainsi que les Lennox Stakes (Gr.2) et échoua de peu dans sa quête de groupe 1, battu d'une tête par Les Arcs dans la July Cup 2006. Iffraaj est devenu un excellent étalon, donnant treize lauréats de groupe 1 en Europe et en Océanie, plutôt sur le mile et les courtes distances, Rizeena (Coronation Stakes, Moyglare Stud Stakes) et le top étalon Wootton Bassett (Prix Jean-Luc Lagardère). Il faisait la monte à 12 000 € lorsqu'il conçut Ribchester, son tarif culminant à £ 40 000 en 2018.
Côté maternel, Ribchester provient de la lignée de l'exceptionnelle Fall Aspen, sa cinquième mère.

### Pedigree
| Origines de Ribchester, mâle bai né en 2013 | Origines de Ribchester, mâle bai né en 2013 | Origines de Ribchester, mâle bai né en 2013 | Origines de Ribchester, mâle bai né en 2013 |
| ------------------------------------------- | ------------------------------------------- | ------------------------------------------- | ------------------------------------------- |
| Père Iffraaj 2001                           | Zafonic 1990                                | Gone West                                   | Mr. Prospector                              |
| Père Iffraaj 2001                           | Zafonic 1990                                | Gone West                                   | Secrettame                                  |
| Père Iffraaj 2001                           | Zafonic 1990                                | Zaizafon                                    | The Minstrel                                |
| Père Iffraaj 2001                           | Zafonic 1990                                | Zaizafon                                    | Mofida                                      |
| Père Iffraaj 2001                           | Pastorale 1988                              | Nureyev                                     | Northern Dancer                             |
| Père Iffraaj 2001                           | Pastorale 1988                              | Nureyev                                     | Special                                     |
| Père Iffraaj 2001                           | Pastorale 1988                              | Park Appeal                                 | Ahonoora                                    |
| Père Iffraaj 2001                           | Pastorale 1988                              | Park Appeal                                 | Balidaress                                  |
| Mère Mujarah 2008                           | Marju 1988                                  | Last Tycoon                                 | Try My Best                                 |
| Mère Mujarah 2008                           | Marju 1988                                  | Last Tycoon                                 | Mill Princess                               |
| Mère Mujarah 2008                           | Marju 1988                                  | Flame of Tara                               | Artaius                                     |
| Mère Mujarah 2008                           | Marju 1988                                  | Flame of Tara                               | Welsh Flame                                 |
| Mère Mujarah 2008                           | Tanaghum 2000                               | Darshaan                                    | Shirley Heights                             |
| Mère Mujarah 2008                           | Tanaghum 2000                               | Darshaan                                    | Delsy                                       |
| Mère Mujarah 2008                           | Tanaghum 2000                               | Mehthaaf                                    | Nureyev                                     |
| Mère Mujarah 2008                           | Tanaghum 2000                               | Mehthaaf                                    | Elle Seule (famille 4-m)                    |